# 1617
- Wikisource

| Calendário gregoriano                                                        | 1617 MDCXVII                        |
| Ab urbe condita                                                              | 2370                                |
| Calendário arménio                                                           | 1066 – 1067                         |
| Calendário bahá'í                                                            | -227 – -226                         |
| Calendário budista                                                           | 2161                                |
| Calendário chinês                                                            | 4313 – 4314 Início a 6 de fevereiro |
| Calendário copta                                                             | 1333 – 1334                         |
| Calendário etíope                                                            | 1609 – 1610                         |
| Calendários hindus - Vikram Samvat - Calendário nacional indiano - Cáli Iuga | 1672 – 1673 1538 – 1539 4717 – 4718 |
| Calendário Holoceno                                                          | 11617                               |
| Calendário islâmico                                                          | 1026 – 1027                         |
| Calendário judaico                                                           | 5377 – 5378                         |
| Calendário persa                                                             | 995 – 996                           |
| Calendário rúnico                                                            | 1867                                |
| Calendário solar tailandês                                                   | 2160                                |

1617 (MDCXVII, na numeração romana) foi um ano comum do século XVII do Calendário Gregoriano, da Era de Cristo, a sua letra dominical foi A, totalizando 52 semanas, com início a um domingo e terminou também a um domingo.
| Ano completo                    |
| ------------------------------- |
| Ano comum com início ao domingo |

## Eventos
- Luís XIII de França, deixa de ser regente da França para assumir definitivamente o governo aos 16 anos.
- Construção da Ponte do Prado, Monumento Nacional, localizada entre as localidades portuguesas de Braga e Vila Verde.
- Fundada a cidade de São Pedro da Aldeia no estado do Rio de Janeiro.

## Nascimentos
- 13 de Setembro - Luísa Carlota de Brandemburgo, duquesa da Curlândia (m. 1676)
- 30 ou 31 de dezembro - Bartolomé Esteban Murillo, pintor espanhol (m. 1682)
- ? — Abaza, General turco, Rajá da Bósnia, paxá de Erzurum.

## Mortes
- 6 de janeiro - Doroteia da Dinamarca, filha do rei Cristiano III da Dinamarca (n. 1546)
- 4 de abril - John Napier, matemático, astrólogo e teólogo escocês (n. 1550).
- 1 de Agosto - Petrus Pavius, médico e botânico holandês (n. 1564).
- 23 de março - Pocahontas, índia powhatan que se casou com o inglês John Rolfe, tornando-se uma celebridade no fim de sua vida (n. 1595).

## Por tema
- 1617 na arte